# Єлисаветградське кавалерійське училище
Єлисаветградське кавалерійське училище — військово-навчальний заклад у Єлисаветграді (зараз Кропивницький, Україна), відкрите 26 вересня 1865 року. Призначенням Єлисаветградського кавалерійського юнкерського училища було комплектування офіцерськими кадрами кавалерійських частин Київського, Одеського та Харківського військових округів.

## Історія
У 1859—1865 роках в Єлисаветграді існувало офіцерське кавалерійське училище, призначене для спеціальної освіти офіцерів кавалерії, в якому викладалися тактика, верхова їзда, вольтижування, артилерія, фортифікація, ветеринарія, ковка, фехтування і гімнастика. Курс навчання тривав 2 роки.
Після відкриття юнкерського училища, воно складалося з одного ескадрону у кількості 90 юнкерів. Навчальний план училища був розрахований на два роки і крім загальних предметів (закону Божого, російської мови, математики, географії, історії, креслення, природознавства) включав такі спеціальні дисципліни: тактику, військову топографію, польову фортифікацію, артилерію, військову адміністрацію, військове законодавство, іпологію, військову гігієну, методику навчання солдат шкільної грамоти, практикуми з тактики, топографії та саперної справи.
Поступово штатна кількість юнкерів збільшувалася: у 1868 р. — 150, у 1871 р. — 200, у 1874 р. — 300.
У 1874 р. юнкери були розділені на 2 ескадрони: 1-й — для комплектування драгунських полків, 2-й — для гусарських та уланських полків.
У 1877 році було установлене щорічне училищне свято 26 листопада.
У 1876 р. в училищі було відкрите козаче відділення на 35 осіб. На той час у Російській імперії існувало тільки одне суто козаче училище — Новочеркаське урядницьке (засноване 1869 р.) і підготовка майбутніх офіцерів козачих військ крім нього здійснювалася у трьох змішаних юнкерсько-урядницьких Оренбурзькому (заснованому в І867 р.), Ставропольському (заснованому у 1870 р.) та Іркутському (заснованому у 1872 р.) училищах, а також на козачих відділеннях Віленського та Варшавського юнкерських піхотних училищах. У 1886 р. козаче відділення ЄКЮУ було переведене до Новочеркаського козачого училища.
На 1880 рік у Російській імперії існувало 16 юнкерських училищ — 10 піхотних, 3 козачих, 1 змішане та 2 кавалерійських — Єлисаветградське та Тверське. ТКЮУ, як і ЄКЮУ, було засноване 1865 р. (на 60 юнкерів), у 1868 р. збільшило свій штат до 90, а у 1880 р. в ньому навчалося 150 юнкерів. Крім цих двох юнкерських училищ офіцерів для кавалерії готувало Миколаївське кавалерійське училище в Санкт-Петербурзі. У 1866 р., у зв'язку з існуванням Миколаївського в Санкт-Петербурзі, Єлисаветградського та Тверського кавалерійських юнкерських училищ, випуск у кавалерію з інших училищ було припинено. Таким чином, можна стверджувати, що ЄКЮУ вже з 1874 р. стало основним постачальником офіцерських кадрів кавалерії в Російській імперії — його випуск був на третину більший ніж у МКУ і вдвічі — ніж у ТКЮУ.
Становий склад учнів Єлисаветградського кавалерійського училища був різноманітним. Спадкових дворян (серед яких траплялися й титуловані — князі та барони) — не більше 20 % , навіть разом з дітьми особистих дворян і молодших офіцерів та чиновників вони ледве досягали половини курсу в ХІХ ст., а з початком ХХ ст. більшість юнкерів було селянського, міщанського та козацького походження.
Викладачі та юнкери Єлисаветградського кавалерійського училища брали значну участь в діяльності Єлисаветградського благодійного товариства поширення грамотності й ремесел (1873—1918). З 30 учасників першої постановки «Вечорниць» Петра Ніщинського в Єлисаветграді 1875 року, що відбулася у приміщення громадського зібрання, 11 — це юнкери училища на чолі з своїм викладачем, відомим українофілом Миколою Федоровським (1838—1918).
У 1875 році в Єлисаветграді за сприяння Товариства було видано першу в історії міста україномовну книгу під назвою «Дещо з перекладів і самостійних творів І. Гриненка. Випуск І.» Такий псевдонім обрав Йосип Шевченко — небіж Тараса Григоровича, юнкер Єлисаветградського кавалерійського училища. Книга коштувала 30 копійок, мала тираж 1200 примірників. У збірці вміщено 21 вірш Йосипа Варфоломійовича, 9 його перекладів та «рекламу» Товариства (витримки із протоколів засідань та звітів тощо). Присвячувалася книга Варфоломію Шевченку, батьку поета. Небіж Тараса Шевченка був також учасником історичної постановки «Вечорниць» в Єлисаветграді.

## Директори
- Гернгросс Борис Володимирович — генеральний хорунжий армії Української Держави.

## Відомі випускники
- Барбович Іван Гаврилович (1896) — генеральний хорунжий Армії Української Держави, учасник білого руху.
- Білецький Євген Миколайович (1894) — генерал-хорунжий, начальник Тилу Армії УНР.
- Середин Костянтин Хризанфович (1895) — генеральний хорунжий армії Української Держави.
- Янчевський Микола Олександрович (1910) — полковник Армії УНР.
- Ярошевський Михайло Миколайович (1895) за 2-м розрядом — полковник Армії УНР.

## Після революції
Опинившись в еміграції вихованці Єлисаветградського кавалерійського училища жили у різних країнах. У Парагваї, як національного героя, шанують випускника Єлисаветградського кавалерійського училища 1914 року Сергія Сергійовича Салазкіна. З 1928 року він воював у Парагваї під час війни з Болівією (1932—1935), був командиром полку в парагвайській армії, загинув 30 серпня 1933 року. У столиці Парагваю Асунсьйоні його іменем названо вулицю, написана п'єса під назвою «Майор Салазкін».
Випускник Єлисаветградського кавалерійського училища 1915 року, ротмістр Лев Павлович Сукачов (1895—1975) з 1924 по 1939 рік перебував на службі в албанського короля Ахмета бек Зогу: полковник албанської армії, командир королівської гвардії. Згодом, оцінивши військовий хист Сукачова, його запросили на службу до італійської армії. Лев Павлович мав зустріч з Беніто Муссоліні, який запропонував йому сформувати з албанців полк для охорони короля Віктора-Еммануїла III. За роки служби в Італії (1939—1949) колишній єлисаветградський юнкер дослужився до чину бригадного генерала.